# Fátima Arellano
Fátima Montserrat Arellano Beltrán (Tetecala, Morelos, 12 de mayo de 2001) es una futbolista mexicana que juega como defensa en el Club de Fútbol Pachuca Femenil de la Primera División Femenil de México. Integra la Selección femenina de fútbol sub-17 de México.

## Trayectoria
Debutó el 28 de julio de 2017 con la camiseta del Pachuca Femenil, en un partido contra el Club Universidad Nacional Femenil.

## Estadísticas

### Clubes
| Club Pachuca México                                                                                        |               |               |   |   |  |  |  |
| Primera División Femenil de México                                                                         | Apertura 2018 | 2             |   | 2 |  |  |  |
| Total club                                                                                                 | Total club    | 2             |   |   |  |  |  |
| Total carrera                                                                                              | Total carrera | Total carrera | 2 |   |  |  |  |
| (1) Incluye datos de [Copas / Supercopas nacionales (período)].(2) No incluye goles en partidos amistosos. |               |               |   |   |  |  |  |

## Selección nacional
En 2018 fue convocada a la selección femenina de fútbol sub-17 de México para jugar en la Copa Mundial Femenina de Fútbol Sub-17 de 2018, en donde debutó como mundialista el 13 de noviembre de 2018 en un juego contra la selección nacional de Sudáfrica.

### Participaciones en Copas del Mundo
| Mundial                                        | Sede    | Resultado  | Partidos | Goles |
| ---------------------------------------------- | ------- | ---------- | -------- | ----- |
| Copa Mundial Femenina de Fútbol Sub-17 de 2018 | Uruguay | Subcampeón | 1        | 0     |